# Myslechovice
Myslechovice (německy Michlowitz) jsou vesnice, část města Litovel v okrese Olomouc.

## Historie
První písemná zmínka o vesnici pocházejí z roku 1131. Ve třináctém století byla obsazena Němci, které přetrvalo do 18. století.

## Charakteristika

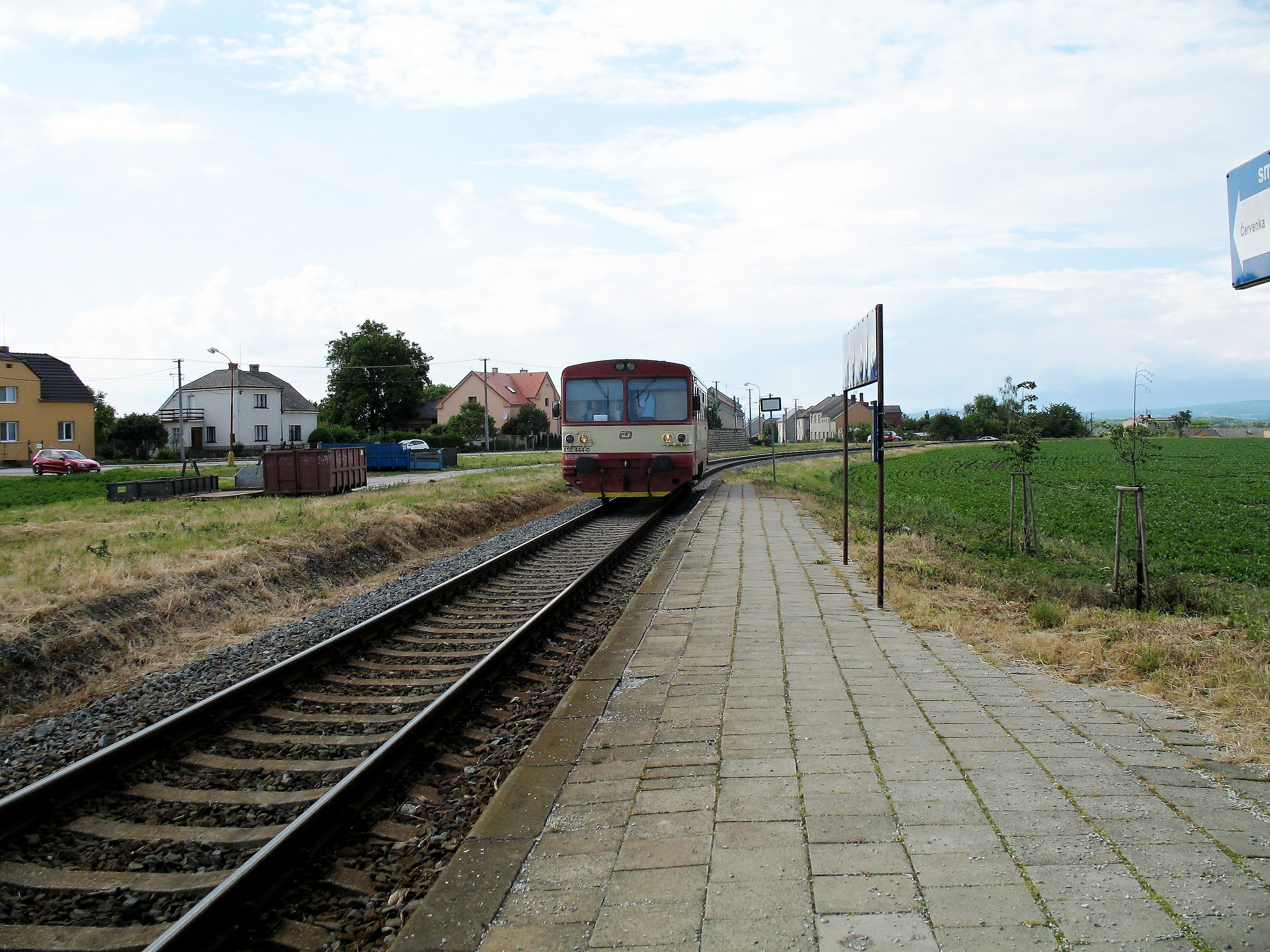
Na zastávku Myslechovice přijíždí vlak z Litovle předměstí

V centru obce se nachází rybník a kaple sv. Michala, která byla původně dřevěná a později přestavěna do své nynější kamenné podoby. Ve vesnici byla v 15. století založena i škola, která ovšem v dnešní době již není v provozu.
Obcí prochází, původně soukromá, železniční trať č. 273, spojující Litovel a Senici na Hané. Hasičské sdružení funguje v Myslechovicích od roku 1944 a každoročně jsou zde pořádány hasičské závody. V blízkosti obce se nachází vrch Rampach. Je to vyhaslá sopka, dosahující výšky 418 metrů. Ve vesnici se nachází knihovna, hospoda, kulturní dům, klubovna a dětské hřiště.
Severozápadní, mírně odlehlejší část obce je soustředěna kolem okružní cesty místně historicky nazývané Hliník.
V ranních hodinách 16. března 2020, v době, kdy se Česká republika potýkala s pandemií nemoci covid-19, rozhodli hygienici, s ohledem na prudký nárůst pacientů s tímto onemocněním, o uzavření měst Uničova a Litovle spolu s jejich okolím. Policie oblast střežila a neumožnila nikomu do oblasti vstoupit, ani ji opustit. Jednou z takto zasažených vesnic byly i Myslechovice. Uzavření oblasti skončilo 30. března.

## Osobnosti
Nejvýznamnějším místním rodákem je básník a spisovatel katolického směru Jan Čep. Na jeho rodném domě se nachází pamětní deska. Jan Čep zemřel v emigraci ve Francii v roce 1974.

## Obyvatelstvo

### Struktura
Vývoj počtu obyvatel za celou obec i  za jeho jednotlivé části uvádí tabulka níže, ve které se zobrazuje i příslušnost jednotlivých částí k obci či následné odtržení.
| Místní části   | Místní části      | 1869 | 1880 | 1890 | 1900 | 1910 | 1921 | 1930 | 1950 | 1961 | 1970 | 1980 | 1991 | 2001 | 2011 |     |
| -------------- | ----------------- | ---- | ---- | ---- | ---- | ---- | ---- | ---- | ---- | ---- | ---- | ---- | ---- | ---- | ---- | --- |
| Počet obyvatel | část Myslechovice | 290  | 387  | 387  | 438  | 445  | 475  | 432  | 352  | 371  | 380  | 373  | 298  | 297  | 318  | 394 |
| Počet domů     | část Myslechovice | 46   | 55   | 57   | 60   | 66   | 71   | 85   | 97   | —    | 102  | 98   | 105  | 107  | 115  | 127 |

## Obecní správa
Při sčítání lidu v letech 1850–1960 Myslechovice byly samostatnou obcí v okrese Litovel. V letech 1961–1979 byly částí obce Haňovice v okrese Olomouc. Od 1. ledna 1980 je částí města Litovel v okrese Olomouc. Poté se Haňovice opět osamostatnily, ale Myslechovice již zůstaly součástí Litovle.

## Další fotografie

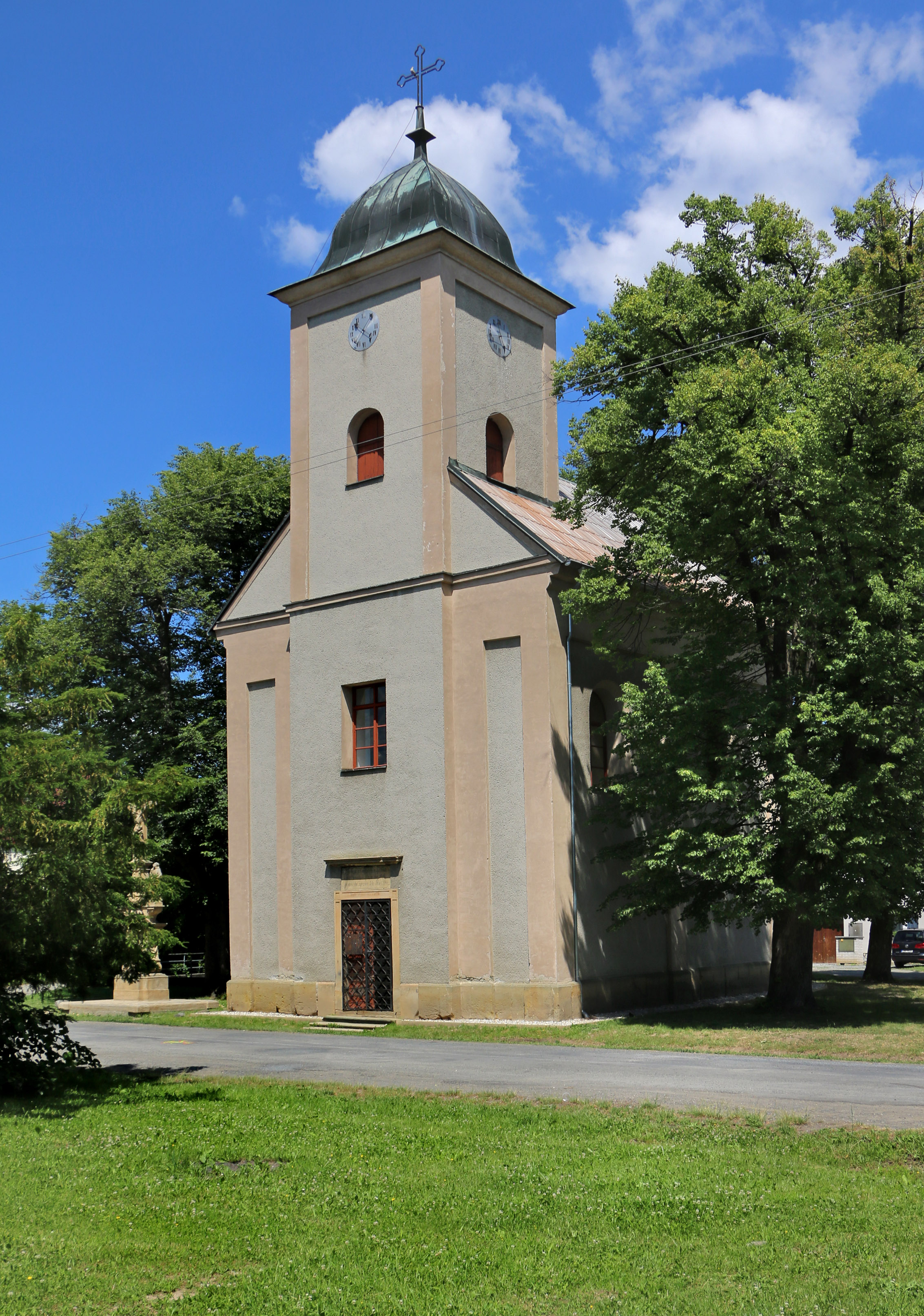
Kaple na návsi
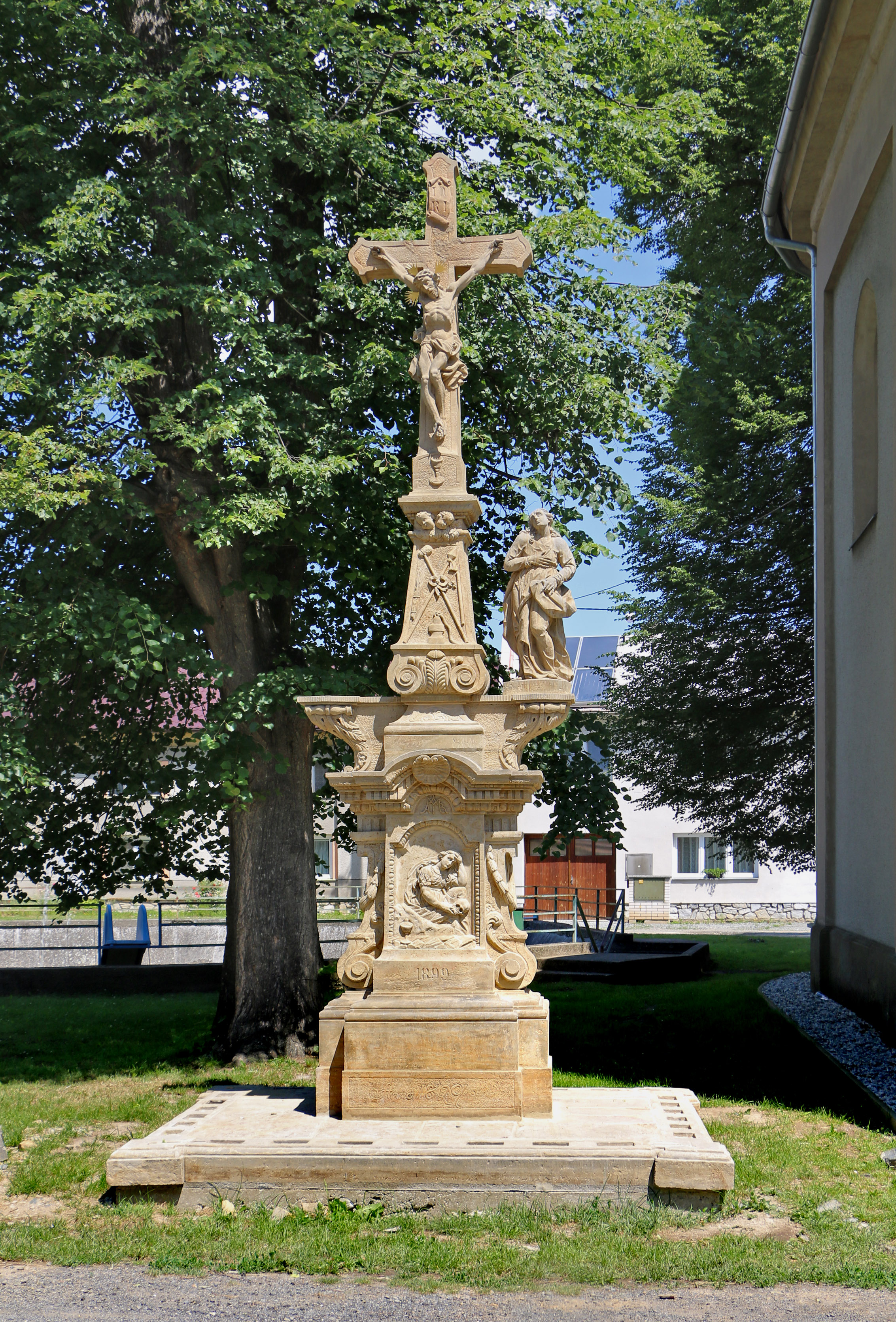
Sloup u kaple
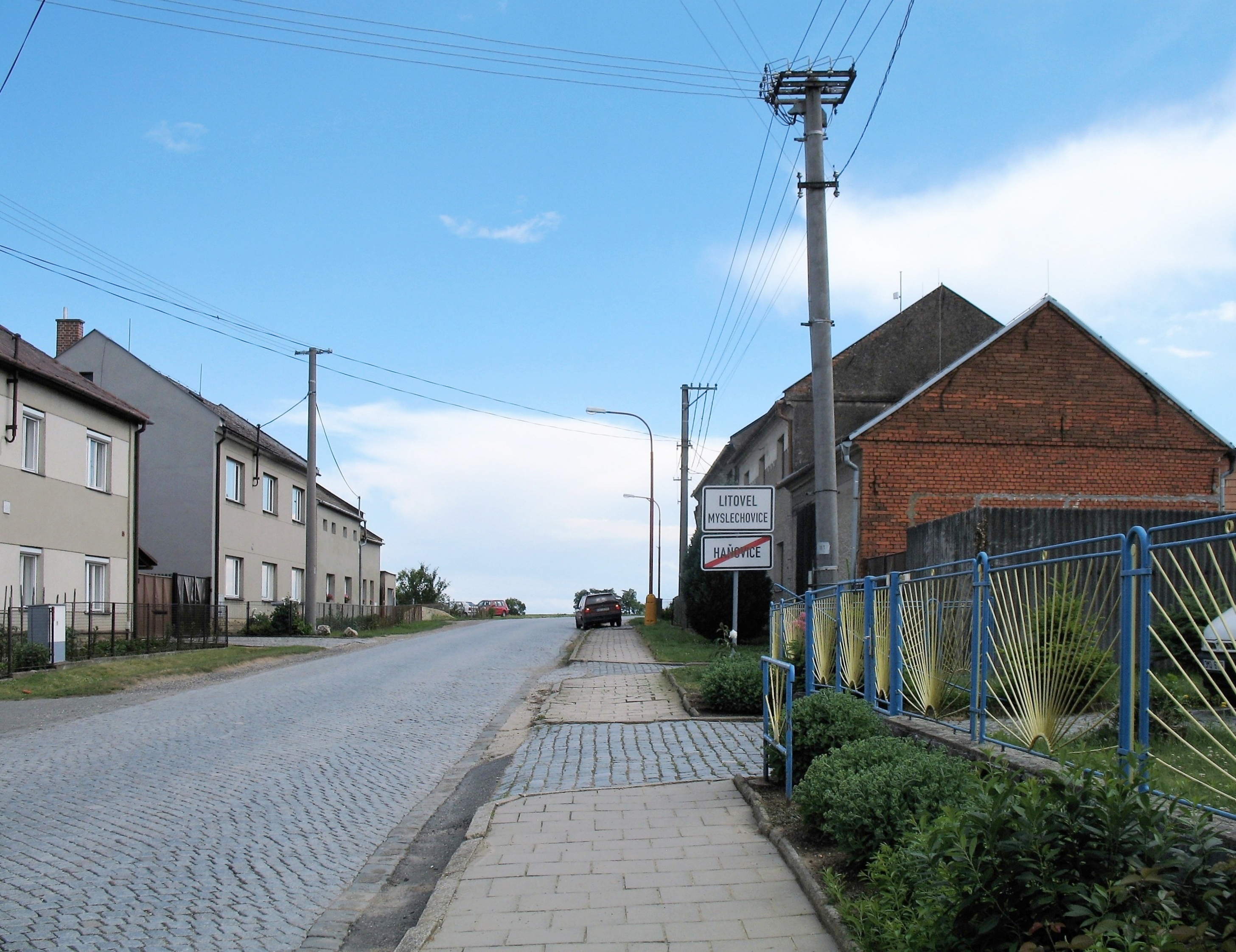
Silnice od Haňovic
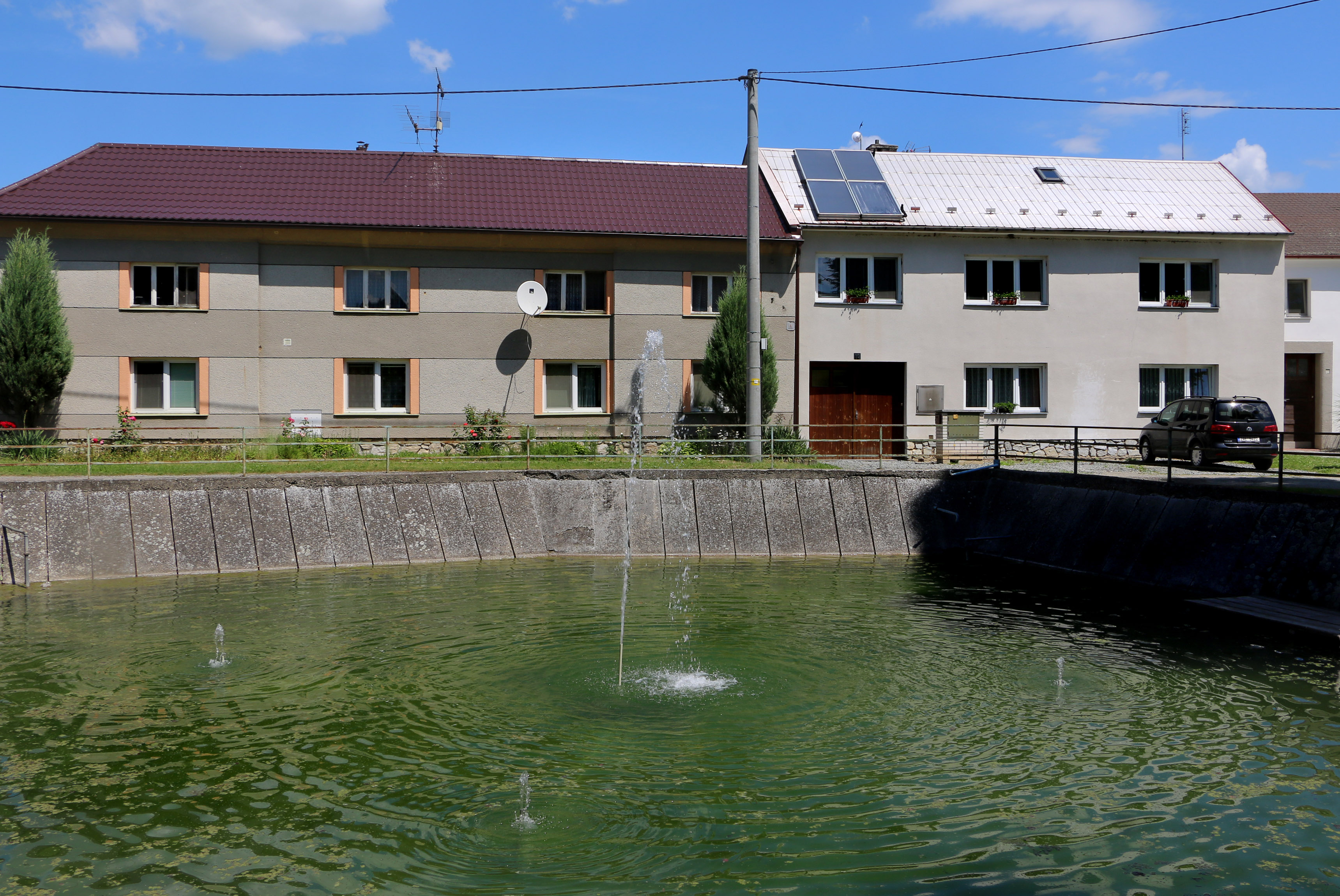
Požární nádrž s vodotryskem